# 黄花崗駅
黃花崗駅（こうかこうえき、中文表記: 黄花岗站）は、中華人民共和国広東省広州市越秀区に位置する広州地下鉄6号線の駅である。

## 歴史
- 2013年12月28日: 6号線の駅として開業[1]。

## 隣の駅
広州地下鉄
■6号線
区荘駅 - 黃花崗駅 - 沙河頂駅